# Santa Cruz de Pinares
Santa Cruz de Pinares  és un municipi de la província d'Àvila, a la comunitat autònoma de Castella i Lleó. Limita amb El Barraco al sud, i al nord amb Tornadizos de Ávila, San Bartolomé de Pinares i El Herradón de Pinares.